# Fotemustin
Fotemustin, chemisch 1-(2-Chlorethyl)-3-(1-diethoxyphosphorylethyl)-1-nitrosoharnstoff (Handelsname Muphoran), ist der Freiname für ein Zytostatikum aus der Gruppe der Nitrosoharnstoffe. Es ist für die Behandlung von disseminiert metastasierten Melanomen zugelassen.

## Pharmakologie

### Wirkmechanismus
Fotemustin verändert wie alle Nitrosoharnstoffe das Erbgut in den Zellkernen. Dies führt dazu, dass sich die betroffenen Zellen nicht mehr teilen können und nach einiger Zeit absterben. Von der Genom-Schädigung sind im Wesentlichen schnell teilende Zellen – vor allem Krebszellen – betroffen. Fotemustin ist in der Lage die Blut-Hirn-Schranke zu überwinden. Dies ist bei der Behandlung von Melanomen mit ZNS-Metastatisierung von Vorteil.

### Nebenwirkungen
Fotemustin ist myelotoxisch, das heißt, es schädigt das Knochenmark.  Diese Schädigung wirkt sich negativ auf die Blutbildung, insbesondere der Thrombozyten und Leukozyten aus. Daneben sind Übelkeit und Haarausfall die wichtigsten Nebenwirkungen.
Fotemustin ist – wie alle Nitrosoharnstoffe – selbst kanzerogen, das heißt krebserregend.